# 深谷まつり
深谷まつり（ふかやまつり）は、埼玉県深谷市で開催される神輿パレードをメインとした夏祭りで、沿道から神輿に水をかけるのが特徴。

## 概要
深谷城内にあった、三社天王（弁財天・大黒天・牛頭天王）を、1681年（天和1年）に現在の相生町に移し、八坂神社と改称して始まった「八坂まつり」が起源で、300年以上の歴史がある。
まつりの見所は、10を超える町会による昼のみこしパレード。みこしを担ぐ沿道には大量の水がスタンバイして、昔から猛暑になりやすいという土地柄のせいか、夏のみこしに勢いよく水をかける風習がある。また、各町が山車や屋台での巡行を行い、お囃子を叩く。「八坂神社夏季大祭」（7月最終金・土・日）と「八坂まつり」（呼称のみ）と「深谷まつり」が一緒に捉えられることもある。

## 参加する主な町会[2]
- 稲荷町自治会
- 本住町自治会
- 仲町自治会
- 本町自治会
- 相生町自治会
- 田所町自治会
- 西島町自治会
- 天神町自治会
- 栄町自治会
- 錦町自治会
- 西大沼自治会
- 東大沼自治会

なお、上記のうち稲荷町〜西島町までの7町は、毎年交代で年番町を担当する。

## 開催日/場所
- 開催期間7月最終金・土・日曜日開催の八坂まつりを含む7月の最終土曜日

（平成27年度　第20回深谷まつり　7月25日　AM10：00～PM9：30予定）
- 開催場所 JR深谷駅北口周辺[1]

## 沿革
- 1681年ごろ（天和1年ごろ） - 初回 開催（八坂まつり）
- 2015年（平成27年）7月25日土曜日 - 第20回開催[1]

## 主催
- 深谷市観光協会

## アクセス
- JR高崎線深谷駅より徒歩2分